# Civiche raccolte d'arte di palazzo Marliani-Cicogna
Le Civiche Raccolte d'Arte, ospitate all'interno di Palazzo Marliani-Cicogna, costituiscono insieme al Museo del Tessile e della Tradizione Industriale i musei civici della città di Busto Arsizio.

## Il Palazzo
Il palazzo fu dimora dei conti Marliani, proprietari del feudo di Busto Arsizio tra XVI secolo e il XVIII secolo. Il conte Luigi Marliani decise di stabilirsi a Busto Arsizio e acquistò nel 1624 un'abitazione rurale. Affacciata su una grande piazza con annessi orti e giardini, tra il 1624 e il 1653, fu trasformata in palazzo; tracce della dimora originaria sono ancora visibili in una sala al piano terra del Museo, in cui è conservata una parte della pavimentazione della corte rustica. Tra gli anni '30 e '40 del Settecento l'edificio fu oggetto di un completamento edilizio e di un rifacimento degli arredamenti. In particolare vennero allungate le due ali già esistenti e furono unite tra loro da una facciata curvilinea. All'interno furono creati soffitti lignei a passa-sotto con fascia affrescata. 
Il 23 agosto 1773 a Milano, la secondogenita del conte Carlo Marliani, Teresa, sposò il conte Francesco Leopoldo Cicogna Mozzoni, che nel 1799 acquistò il palazzo. Alla sua morte, avvenuta nel primo ventennio dell'Ottocento, la famiglia Cicogna Mozzoni alienò la proprietà a favore dell'Amministrazione della Comunità di Busto Arsizio, che commissionò all'ingegnere Giuseppe Brivio, nel 1851, la realizzazione di un nuovo corpo destinato ad ospitare una struttura detentiva ultimata nel 1855.
Dal 1970 la struttura è stata oggetto di sistemazioni e restauri per adattarla prima a sede di uffici pubblici e, dal 1990, di museo. 

## La collezione

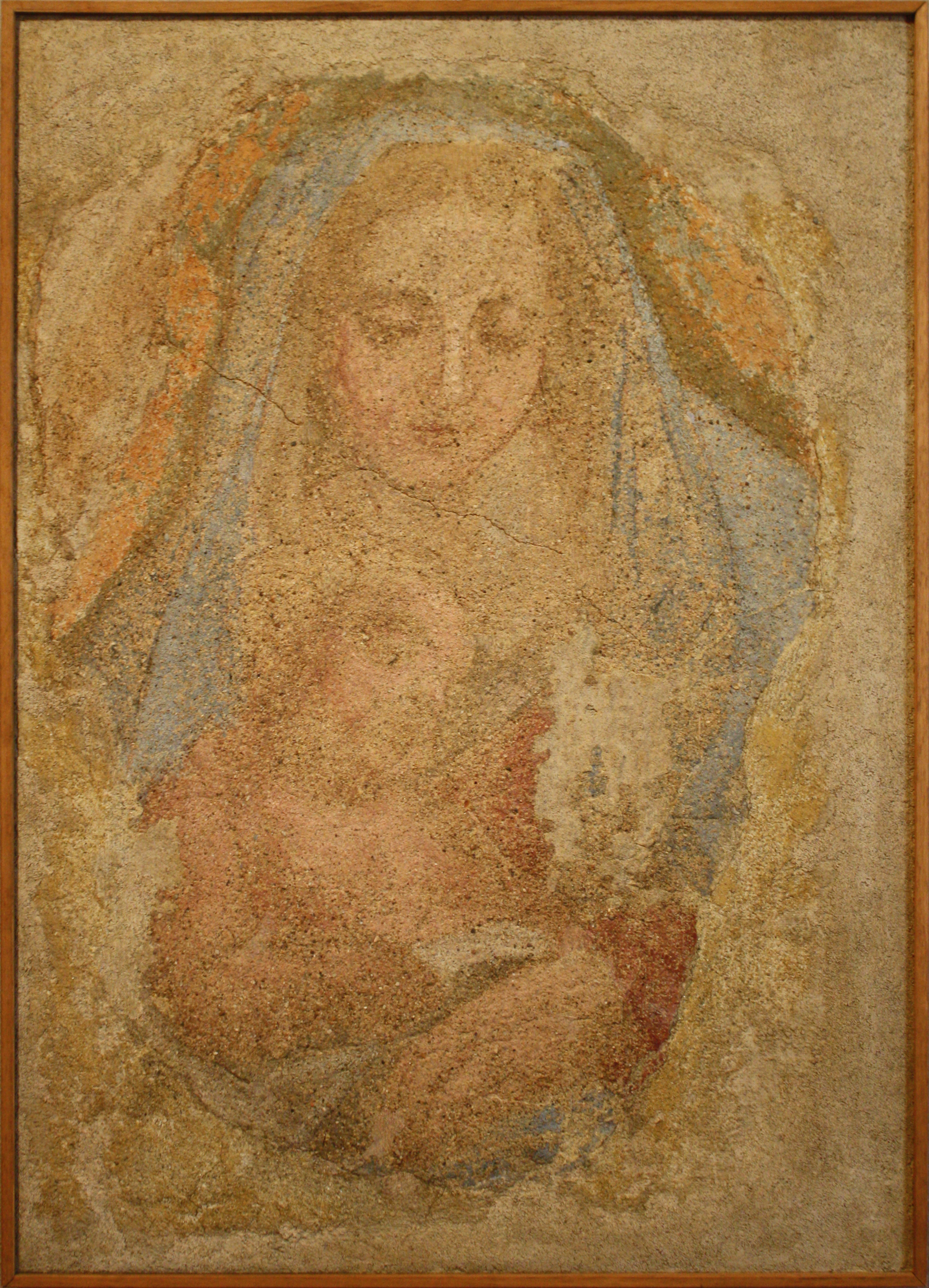
Biagio Bellotti, Madonna con il Bambino dormiente, affresco, 1750ca

Il museo è stato aperto al pubblico nel 1990 per dare sistemazione alle più significative opere d'arte di proprietà comunale, databili dal XVI secolo fino ai giorni nostri. Le opere della collezione sono esposte secondo epoca e stile, nelle seguenti sezioni:
- Arte devozionale: testimonianze di devozione popolare provenienti da antiche edicole, oratori o cascine bustesi, ispirate ai modelli della cosiddetta arte colta, in particolare ai dipinti del Santuario di Santa Maria di Piazza. Si tratta in gran parte di opere di autori anonimi, ma si trovano anche opere di illustri pittori, come l'Assunzione della Vergine di Gaudenzio Ferrari.
- Arte lombarda del XVI-XVIII secolo: composta dai quattordici dipinti della donazione di don Marco Rossi, in maggioranza opere di arte sacra del Seicento - Settecento; tra queste, sono sicuramente degne di nota il Ritratto di Francesco Bonaventura Cavalieri del pittore bolognese Giacomo Cavedoni e le Due figure di Santi vescovi di Pietro Maggi. In questa sezione si trovano anche dipinti di Giuseppe Nuvolone e del Morazzone.
- Due artisti bustesi: Biagio Bellotti e Giuseppe Bossi: Biagio Bellotti fu canonico della Basilica di San Giovanni Battista, si distinse nelle arti figurative lasciando nelle chiese della città stupendi esempi di pittura e di scultura. Giuseppe Bossi, esponente del neoclassicismo milanese, fu valente disegnatore e pittore e ricoprì la carica di segretario dell'Accademia di Brera. Questa sezione ospita alcuni dei loro dipinti, tra i quali si possono ricordare Madonna con il Bambino dormiente di Bellotti e Ritratto di Alessandro Volta sessantenne di Bossi.

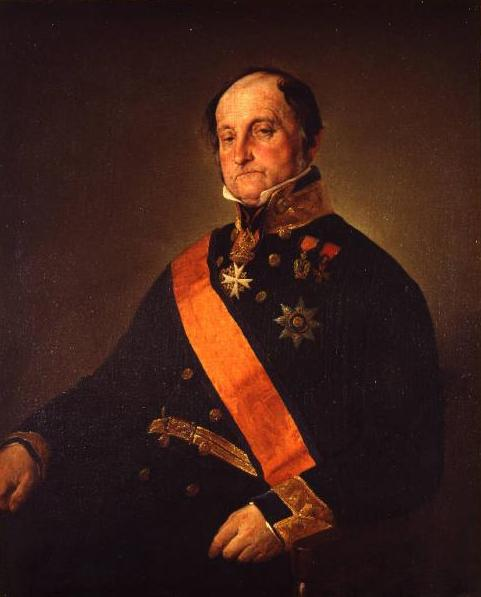
Francesco Hayez, Ritratto di Ambrogio Nava, olio su tela,1852

- Francesco Hayez, Ritratto di Ambrogio Nava, olio su tela,1852Ottocento romantico e verista: di ambito romantico è esposto il Ritratto del Conte Ambrogio Nava (in deposito dall'Accademia di Brera) di Francesco Hayez, mentre il verismo italiano è ben rappresentato dalla Popolana di Giacomo Favretto. Importanti sono anche le opere di Emilio Magistretti ed Enrico Crespi, raffiguranti i soggetti tipici del tardo romanticismo e del naturalismo lombardo.
- Donazione Crespi Legorino: pervenuta nel 1991, raccoglie principalmente ritratti di famiglia eseguiti dai fratelli Enrico e Ferruccio Crespi.
- Arturo Tosi: diversi dipinti testimoniano il suo tipico espressionismo naturalistico in cui forma e colore non ricostruiscono la realtà, ma una visione interiore in cui il paesaggio è filtrato dalla mente dell'artista.
- Artisti locali: numerosi sono gli autori che hanno svolto la loro attività nel territorio; ad un primo gruppo databile agli anni '20-'30 del Novecento, si affianca il lavoro di artisti la cui ricerca è ancora in corso.
- Arte contemporanea: un discreto insieme di opere proviene dalle quattro edizioni del Premio di Pittura della Città di Busto Arsizio, a cui si affianca la recente donazione dell'artista Federica Giglio.
- Archivio fotografico Bonanomi: nel 2018 viene donato al museo l'archivio fotografico di Lanfranco Bonanomi, che è oggi in attesa di catalogazione e riordino[3]; le fotografie che compongono il fondo, per ora, non sono esposte al pubblico in maniera permanente.

Numerose mostre temporanee affiancano, nel corso dell'anno, la collezione permanente.

## I servizi
Dal dicembre 2007 il museo è una delle 167 strutture (97 musei e 70 raccolte museali) insignite dalla Regione Lombardia con il marchio di qualità, che attesta l'alto livello dei servizi resi al pubblico.
Il Museo offre, su prenotazione, visite guidate e laboratori didattici per gruppi e scolaresche. In loco è possibile, inoltre, consultare la Biblioteca d'Arte, che raccoglie numerosi volumi specialistici sulla storia dell'arte e sull'evoluzione dell'arte locale.